# Ворота Халки
Ворота Халки — главный парадный вход (вестибюль) в Большой Константинопольский дворец в эпоху Византии. Название, которое переводится как «Бронзовые ворота», было дано ему либо из-за бронзовых порталов, либо из-за золоченой бронзовой черепицы, использованной в декорации его крыши. Интерьер был богато украшен мрамором и мозаиками, а внешний фасад украшен множеством статуй. Наиболее важной частью ворот была икона Христа, которая стала главным образом для иконопочитателей во время иконоборчества в Византии, а часовня, посвящённая Христу Халки, была возведена в X веке рядом с воротами. Сами ворота, скорее всего, были снесены в XIII веке, но часовня просуществовала вплоть до начала XIX века.